# Manowar
Manowar is een Amerikaanse heavymetalband uit Auburn, New York die werd opgericht in 1980 door bassist Joey DeMaio. De band heeft (in tegenstelling tot de Verenigde Staten) in Zuid-Amerika en delen van Europa een grote aanhang.

## Geschiedenis
Hoewel de naam Manowar verwijst naar het 18e-eeuwse Engelse oorlogsschip - Man-O-War, speelt de groep meer metalmuziek gedoeld op het eergevoel van de middeleeuwen, maar ook op de glorie van slagvelden toentertijd, gepaard met Noorse mythologie.
DeMaio was aan het werk als basgitarist annex pyrotechnicus voor Black Sabbath toen hij Ross Friedman ontmoette, de eerste gitarist van Manowar. Friedman speelde voor Shaking Street, een band die Black Sabbath ondersteunde. Later rekruteerden ze Eric Adams als vocalist en Carl Canedy als drummer.
Manowar nam hun eerste album Battle Hymns op, met onder andere Battle Hymns: Dark Avenger, een traag episch nummer met verteller Orson Welles. Daarna wisselde Manowar van platenlabel.
Het tweede album, Into Glory Ride, was het eerste album met Scott Columbus als drummer. Deze sloeg standaard de drumstellen stuk. Er moesten voor hem speciale sets van roestvrij staal gemaakt worden. Het derde album, Hail to England, werd gemixt en opgenomen in zes dagen. Vaak remixten ze net zo lang totdat ze het perfect vonden klinken. De band maakte hierbij extra gebruik van piano, viool, bas, drum, trompet, vocalisten en koren.
Tijdens deze eerste periode droegen de leden van Manowar krijgeroutfits die te zien zijn op de hoes van het album Into Glory Ride. Tegenstanders schilderden hen daarom ook wel af als homo's. Nu dragen ze steeds leren outfits.
Met het album Sign of the Hammer uit 1984 werd de band echt groot en gingen ze voor het eerst op Europese tournee. Hun eerste concert in Europa vond plaats in Poperinge in België.
David Shankle speelde een tijd voor Chicago tot hij werd gekozen uit ongeveer 150 gitaarspelers om Friedman te vervangen. Adams ontmoette hem terwijl ze het album Kings of Metal aan het opnemen waren in Illinois, Chicago.
Drummer Colombus speelde niet op het album The Triumph of Steel, omdat zijn zoon ernstig ziek was. Wel bleef hij actief betrokken bij de band. Zijn vervanger was Kenny Earl Edwards. Tijdens de tournee Hell On Wheels van 1997 was Columbus echter weer van de partij, nadat bleek dat zijn zoon aan de beterende hand was. David Shankle was toen inmiddels wel vervangen door de klassiek geschoolde Karl Logan. In deze bezetting verschenen alle albums vanaf Hell On Wheels.

## Muziek vroeger tot nu
Manowar speelde sinds hun eerste album Battle Hymns van 1982 tot hun tot op heden hardste album, zoals de naam zelf al doet vermoeden, Louder Than Hell, van 1996 echte heavy metal of meer het subgenre powermetal waar ze een van de grondleggers van zijn.
Warriors of the World kwam uit in 2002, waarop heel wat zachtere nummers staan met zelfs een klassiek nummer (Nessun Dorma) ter nagedachtenis aan de overleden moeder van Adams, en een cover van Elvis Presley ("An American Trilogy"). Het einde van dit album wordt afgesloten met typische Manowarnummers.
Maar met hun studioalbum Gods of War uit 2007 zijn ze toch lichtjes een andere weg gaan bewandelen. Het album is het eerste in de reeks over mythologische goden met heel wat meer gesproken intro's en veel tragere epische nummers met één hoofdthema: de Noorse god Odin. Het album is veel toegankelijker voor andere mensen. Het nummer "Hymn Of The Immortal Warrior" van dit album brengt een ode aan een overleden krijger en zijn hiernamaals. Het tijdschrift Mindview heeft een rubriek voor pas verschenen muziek die wordt beoordeeld van "platina" tot "roest". Manowar kreeg voor dit album van hen de slechtste beoordeling, namelijk "roest".
De band verkocht tot op heden meer dan 9 miljoen albums.

## Geluidsnormen
All Men Play On 10 en Blow Your Speakers worden door de leden van Manowar nogal letterlijk genomen. Zo vliegen er bij soundchecks en optredens geregeld boxen in brand. Sinds 2010 zijn de normen op festivals in België enorm verstrengd en wordt er gestreefd naar een maximum van 102 dB. Hierdoor zal Manowar waarschijnlijk nooit meer op Belgische bodem spelen.

## Motoren
Manowar is een typisch Amerikaanse heavymetalband, waarbij geregeld hun vier Harley-Davidsons te zien zijn. Vooral bij liveoptredens worden ze ofwel op het podium gereden ofwel door de zaal naar het podium gereden. Dit laatste werd gedaan tijdens hun wereldtournee Hell On Wheels. Ook hun nummer Return Of The Warlord geeft dit duidelijk aan door het zinnetje And That Bike Out In The Yard, Well Thats My Wife te gebruiken.

## Traditie
Vele groepen beginnen bij een concert en/of festival met een nummer van hun nieuw album. Dit is bij Manowar niet het geval. Ongeacht waar, wanneer, in welk teken het festival en/of concert staat wordt er traditioneel gestart met de intro: Ladies and gentlemen, from the United States of America all hail: Manowar!
The Crown And The Ring uit 1988 wordt steeds gebruikt als outro en de fans weten hiermee dan ook wanneer het het definitieve einde van de show is.

## Uitreikingen
- Battle Hymns: goud (meer dan 500.000 albums wereldwijd)
- Fighting the World: goud (meer dan 250.000 albums in Duitsland)
- Fighting the World: goud (meer dan 500.000 albums wereldwijd)
- Kings of Metal: goud (meer dan 250.000 albums in Duitsland)
- Kings of Metal: platina
- The Triumph of Steel: Album van het jaar 1992 in Duitsland
- The Triumph of Steel: Top 10 in Duitsland
- The Triumph of Steel: goud (meer dan 250.000 albums in Duitsland)
- Warriors of the World: goud (meer dan 150.000 albums in Duitsland)

## Love or Hate
Tijdens hun carrière roept Manowar steeds gemengde gevoelens op bij het grote publiek. De band is compromisloos en vooral bandleider Joey DeMaio is altijd goed voor wat harde uitspraken. Zo raakt de band in conflict met elk label dat hen heeft gecontracteerd. Een Zwitserse politieagent die een concert wilde aflassen werd gewoon de zaal uitgestuurd.
Een uitspraak van DeMaio tijdens een interview (tegen de interviewer): "I'm not important and you're not important. It's the fans that are important and if you don't like it, FUCK YOU!"
Manowar heeft een vaste schare fans. In het cultnummer uit 1984: "Army Of Immortals", de mars van 2002: "Warriors of the World United" en het tragere nummer uit 2007: "Blood Brothers" bedankt de band hen.

## Bekende uitspraken
Manowar staat ook bekend voor alles wat te maken heeft met heavy metal, bier, vrouwen en rebel zijn. Zo zijn er hun bekende uitspraken:
- Fuck the World!
- Hail & Kill!
- Death to False Metal!
- They can't stop us, let them try. For Heavy Metal we will die!
- We come here to rock, to drink, to fuck and to party!
- This is true fucking Heavy Metal! (Wanneer Eric op het podium het publiek laat zingen)
- You can fuck this girl tonight! (Wanneer Joey een gitarist uit het publiek op het podium roept)

## Wereldrecords
- In 1984 kwam Manowar in het Guinness Book of Records als 's werelds luidste band, wat tot dan toe steeds bij toeval werd gebroken, meestal beurtelings door Manowar en Motörhead. Tien jaar later verbrak de band dit eigen record tot 129,5 dB. Dit werd bewerkstelligd door een eigen nummer te spelen, waarbij het geluid steeds harder gezet werd. Het Guinness Book of Records wil tegenwoordig geen gehoorschade meer aanmoedigen en erkent dat record daarom niet meer; de categorie "luidste band van de wereld" is opgeheven. De pijngrens ligt rond de 120 dB die ze in 2008 dik overschreden met een piek van maar liefst 139,6 dB.
- Ze hebben sinds 2008 het wereldrecord staan op hun naam voor het langste heavy metal-optreden ooit. Het optreden duurde iets meer dan 5 uur in Kavarna, Bulgarije.[1]

## Muziekfeiten

### The Crown And The Ring (Lament Of The Kings)
Het nummer van Kings of Metal dat steeds wordt afgespeeld in studioversie aan het einde van een concert werd op 12 juli 2008 tijdens het Magic Circle Festival 2 voor het eerst in de geschiedenis van de band live gebracht met een koor.

### Pleasure Slave
De bonustrack van Kings of Metal werd op 12 juli 2008 tijdens het Magic Circle Festival op een zeer speciale manier gebracht. Een vrouw mocht van DeMaio haar vriend live op het podium ten huwelijk vragen. Maar dit ging niet zoals ze dacht of had gehoopt. Alvorens haar vriend mocht antwoorden moest hij voor het begin van het nummer op een stoel gaan zitten omringd door twee dames gekleed in latex bikini en latex korset. Links en rechts van hem stond er nog een vrouw in monokini met vuurslangen. Tijdens het nummer werd de man op erotische wijze ontdaan van vest en T-shirt, net als de danseressen. Ondertussen spuwden de andere twee vuur. Toch heeft de vriend wel "ja" gezegd.

### Return Of The Warlord
Tijdens de opname van de videoclip "Return of the Warlord" van Louder Than Hell werd de band tegengehouden door de plaatselijke politie en ondervraagd. DeMaio besliste om deze scène gewoon te gebruiken in de videoclip.

### The Gods Made Heavy Metal
Wanneer dit nummer van het album Louder Than Hell live wordt gespeeld haalt DeMaio een gitarist uit het publiek op het podium. Deze mag dan dit nummer meespelen op een gitaar van gitarist Karl Logan. Ook worden er vrouwen op het podium gevraagd waarbij geregeld blote borsten te zien zijn.

### Warriors of the World
Manowar bracht een cd uit als sacd (super audio compact disc) met Hybrid Multichannel ontwikkeld door Philips en Sony. Deze cd kan ook in een gewone cd-speler worden afgespeeld.

### Father
Het nummer Father van de cd-single Thunder In The Sky uit 2009 werd opgenomen in 16 verschillende talen (Engels → Father, Duits → Vater, Italiaans → Padre, Hongaars → Apa, Roemeens → Tatã, Bulgaars → Татко (Tatko), Noors → Far, Spaans → Padre, Frans → Mon Père, Grieks → Πατερα (Patera), Turks → Baba, Pools → Ojciec, Japans → 父 (Chichi), Kroatisch → Otac, Portugees → Pai en Fins → Isä). Het werd ingezongen door Eric Adams in samenwerking met fans. Het Hongaars verliep het minst vlot: de opname van enkel de zang duurde vijf dagen. De tekst gaat over een zoon die van zijn vader veel heeft geleerd en dit pas beseft wanneer deze overleden is. Het nummer was te versturen via hun website als Vaderdag-kaart. De achtergrond van het nummer heeft waarschijnlijk te maken met de lange afwezigheid van Scott vanwege de ziekte van zijn zoon. Eind 2009 zijn er ook nog de Zweedse en Russische versies bijgekomen.

## Respect
De band zegt respect te hebben voor mensen die opkomen voor zichzelf en tevens doen waar ze in geloven (dit komt tot uiting in het liedje: "I Believe" van The Dawn Of Battle), en meelopers van de maatschappij te haten. Zo heeft Manowar uit respect voor Elvis Presley een nummer gecoverd omdat zij hem geen imitator maar een uitvinder vonden, en de wereld als eerste durfde te choqueren op het podium. Dat nummer staat op Warriors of the World en heet "An American Trilogy". Op dit album staat ook een ode aan de mensen die omkwamen bij de aanslagen op 11 september 2001. Het nummer is getiteld "The Fight For Freedom".
De leden van de band stellen dat Manowar niet kunnen blijven bestaan zonder "hun" fans die zichzelf dan ook Manowarriors noemen. Zo legde frontman en bassist DeMaio ooit een concert stil omdat hij zag dat iemand het bewustzijn verloor. Hij vroeg naar een dokter en hervatte het concert pas toen de fan weer bij bewustzijn was en het concert weer kon meebeleven.

## Christopher Lee
De acteur Christopher Lee werkte samen met bands als Manowar en Rhapsody of Fire. In een interview vertelde Lee dat er voor hem een andere wereld open ging en dat DeMaio de meest ervaren producent was die hij kende.

## Duitsland

### Nazisme
Doordat Manowar op zijn eerste album een arend gebruikte, op vele albums de hamer van Thor afbeeldt en vooral op het album Kings of Metal in het liedje Blood Of The Kings het zinnetje Back To The Glory Of Germany schreef, dachten sommigen dat de bandleden neonazistisch gezind waren. Manowar zegt dat de voorliefde voor Duitsland daar niets mee te maken heeft, zij verwijzen alleen naar de roots van heavy metal, die zij beschouwen als Duits.

### TV Total
Bij het uitbrengen van hun cd-single Warriors of the World United in 2002 kwamen ze op de Duitse televisie in het programma TV Total gepresenteerd door Stefan Raab. Daar brachten ze dan hun lied Warriors of the World United live. Toen de concurrerende band Metallica in 2003 in hetzelfde programma optrad, spotte vooral Lars Ulrich, de oprichter van Metallica met de band Manowar vanwege hun uiterlijk en gedrag.

### Cologne touch
Raab kwam tijdens Manowars Warriors of the World Tour in 2002 op het podium om samen met hen nummers live te brengen zoals Gebt Das Hanf Frei en Warriors of the World United en daarna bier te drinken, eerst op DeMaio's manier en dan op Raabs manier door een vat bier boven zijn hoofd te houden. Hij noemde dit 'With a little bit of Cologne touch'.

### De bron
Volgens Manowar ligt de bron van heavy metal in Duitsland, en wel bij Richard Wagner, die zijn opera's liever beschreef als muziekdrama's. De belangrijkste reden zou het gebruik van enorm veel bass in de muziekstukken zijn geweest. Wagner gebruikte ooit een contrabas die door twee man moest bespeeld worden (één om hem te betokkelen en één om de strijkstok te hanteren). Op het Earthshaker festival in 2005 wilde Joey DeMaio een ode brengen aan Wagner door een brief te sturen aan diens kleinzoon Wolfgang Wagner om hem namens Manowar een gouden plaat te geven, maar Wagner ging er niet op in. Dus besliste de band om deze ode figuurlijk live te geven aan alle Duitse en andere heavy metal-fans. Toch werd er nog een ode gebracht aan Wagner door met een koor de prelude tot de derde akte van de opera Lohengrin live te spelen.

## Earthshaker Festival
Het Earthshaker festival dat ontstond in 2003 te Geiselwind in Duitsland had op 23 juli 2005 gezorgd voor een grote klapper door Manowar te strikken. Aan beide kanten van het podium stond in drie etages een tweehonderdkoppig koor en strijkorkest waardoor alles volledig live was. Voorafgaand aan dit festival was er een Mega Fan Convention. Alle huidige en ex-bandleden waren aanwezig, ook tijdens de show. Het was geen reünie maar een Unieconcert. Tijdens het concert werd bij elke periode uit hun carrière een voormalig bandlid op het podium geroepen en bij de afsluiter "Battle Hymn" stonden alle ex-leden op het podium mee te spelen. Ten slotte was er vuurwerk ter ere van het 25-jarig bestaan van de band.

## Ringfest
Op het Ringfest, waar Manowar een promo-concert gaf in de straten van Duitsland ontstond er bijna een rel toen buurtbewoners de politie hadden gebeld en deze DeMaio wilden arresteren. DeMaio vroeg aan alle fans (+/-20.000) om mee naar het politiebureau te gaan en er de boel op stelten te zetten. Ook riep DeMaio de buurtbewoners op om zich te komen amuseren in plaats van het festival te boycotten. Het liep met een sisser af.

## Labels
In alfabetische volgorde: 
- 10 Records
- Atlantic Records
- Avalon
- BMG
- Brutallica Records
- CNR Music
- Columbia House
- Disco E Cultura
- EMI Records
- Evolution Music
- Geffen Records
- Hellion Records
- Icarus Music
- Irond
- Laser Company
- Liberty Records
- Magic Circle Music
- Marquee
- Megaforce Records
- MCA
- Moon Records
- Music For Nations
- Nuclear Blast
- NTS
- Rock Brigade
- Seoul Records
- SPV
- Steamhammer
- TL Records
- Toshiba-EMI Records
- Ukrainian Records
- Universal Records
- Victor Entertainment
- Wagram
- Zain Records

## Magic Circle ...

### Music
Na hun laatste cd-single The Dawn Of Battle die nog werd geproduceerd door Nuclear Blast begon Manowar in 2005 een eigen muzieklabel, Magic Circle Music, waar ook onder meer Rhapsody of Fire, Holyhell, Luca Turilli en andere bands aan deelnemen. Daardoor had de band zelf in de hand wat zij uitbracht.

### Festival
Door problemen met promotors, wegens het brengen van hun aantal decibels live, is het steeds moeilijker, door de strengere normen omtrent het geluid, om optredens te kunnen organiseren. Ze beslisten dan ook om een eigen Magic Circle Festival te creëren onder het motto They got the balls to bring us here tonight!

#### 2007
In de zomer van 2007 organiseerde Manowar voor het eerst zelf een festival, het Magic Circle Festival in Bad Arolsen, Duitsland. Oorspronkelijk was het de bedoeling enkel op 07-07-07 het festival te organiseren maar door de enorme vraag werd er op 6 juli ook een andere show van Manowar opgevoerd voor een beperkter publiek. Bij het brengen van hun nieuwe songs op 7 juli stond er een groot Vikingschip op het podium. De show werd beëindigd met veel vuureffecten en een enorm vuurwerk tijdens de outro The Crown And The Ring.

#### 2008
Van 9 tot en met 12 juli 2008 vond de tweede editie plaats op dezelfde locatie, waarbij op 9 juli het Vikingschip uit 2007 in brand werd gestoken. Op 11 juli brachten ze hun eerste drie albums volledig live en op 12 juli hun volgende drie albums voor meer dan 35.000 fans. Ook hun outro The Crown And The Ring van Kings of Metal werd live gebracht met medewerking van een koor. Niet Columbus maar Rhino zat achter de drums, de drummer van Holyhell van dat moment. Het festival stond in het teken van The Kings of Metal 20th Anniversary Event.

#### 2009
Voor het festival in 2009 moest er worden gezocht naar een nieuwe locatie daar de legerkazerne was verkocht in Bad Arolsen. Sankt Goarshausen werd de nieuwe eenmalige locatie door de slechte organisatie en dergelijke(zie hieronder) en vond plaats in een amfitheater. They can't stop us, let them try, for Heavy Metal come to Loreley in July!. Ze hadden als speciale gast de Duitse fantasy-auteur Wolfgang Hohlbein uitgenodigd. Donnie Hamzik bespeelde de drums.
Joey riep: We don't come back to this fucking SHITHOLE! Ook sprak hij over het boycotten van het Magic Circle Festival, waaronder dat er in Duitse tijdschriften geschreven zou zijn dat het voorbij was voor het festival en dat er weinig volk zou zijn. Hij bedankte de vele fans opnieuw uitgebreid en zei dat het niet zo was.

#### 2010
Voor het 4de festival wordt een volledig andere locatie gekozen. Het zal plaatsvinden in Tolmin, Slovenië de dag na het Metal Camp Festival. Hiermee komt een einde aan de 3 jaren in Duitsland. Het zal samenlopen met de finale van de Wereldbeker voetbal in Zuid-Afrika dat zal te volgen zijn op een gigantisch scherm waarna Manowar onmiddellijk het podium opgaat.

### Films International
De dvd's van bovengenoemde festivals worden nu uitgebracht onder Magic Circle Films International.

### Guitar
Manowar ontwerpt zijn eigen gitaren onder het merk Magic Circle Guitar. Ze worden bespeeld door Karl Logan en andere muzikanten van Magic Circle Music die ze personaliseren voor de fans, waardoor ze collector's items worden.

## The Asgard Saga
Een nieuw tijdperk brak in 2008 aan in het metal genre; Metal Meets Fantasy. Manowar ging samenwerken met Duitslands best verkopende fantasy-auteur Wolfgang Hohlbein. Het eerste werk onder The Asgard Saga is de cd-single uit 2009 Thunder In The sky.

## Gitaarles
In 2009 kon men via Skype online een individuele gitaarles krijgen van de klassiek geschoolde gitarist Karl Logan en dit gedurende 30 minuten. De leerlingen moesten individueel aanwezig zijn via de webcam zodat ieder zich kon concentreren op zijn eigen stijl.

## Brütal Legend
De nummers The Dawn Of Battle en Die For Metal zullen worden gebruikt in de soundtrack van het volgende Brütal Legend spel gemaakt door Electronic Arts voor PlayStation 3 en Xbox 360.

## Bandleden

### Huidige leden
- Eric Adams - vocalist
- Joey DeMaio - bassist
- Karl Logan - gitarist
- Donnie Hamzik - drummer

### Vroegere leden
- Ross "The Boss" Friedman - gitarist (1980 - 1988)
- David Shankle - gitarist (1989 - 1993)
- Carl Canedy - drummer (1980 - 1981)
- Donnie Hamzik - drummer (1981 - 1982)
- Kenny Earl "Rhino" Edwards - drummer (1992 - 1995)
- Scott Columbus - drummer (1983 - 2008) (overleden op 4 april 2011)

### Tijdelijke leden
- Ethan Mays - drummer tijdens de tournee in 1982
- Kenny Earl "Rhino" Edwards - drummer tijdens de zomerfestivals in 2008
- Donnie Hamzik - drummer tijdens de tournee Death to Infidels in 2009

### Tijdlijn
| Date | Bass        | Zang       | Gitaar        | Drum           | Albums                              |
| ---- | ----------- | ---------- | ------------- | -------------- | ----------------------------------- |
| 1980 | Joey DeMaio | Eric Adams | Ross the Boss | Carl Canedy    |                                     |
| 1981 | Joey DeMaio | Eric Adams | Ross the Boss | Donny Hamzik   |                                     |
| 1982 | Joey DeMaio | Eric Adams | Ross the Boss | Donny Hamzik   | Battle Hymns                        |
| 1983 | Joey DeMaio | Eric Adams | Ross the Boss | Scott Columbus | Into Glory Ride                     |
| 1984 | Joey DeMaio | Eric Adams | Ross the Boss | Scott Columbus | Hail to England, Sign of the Hammer |
| 1985 | Joey DeMaio | Eric Adams | Ross the Boss | Scott Columbus |                                     |
| 1986 | Joey DeMaio | Eric Adams | Ross the Boss | Scott Columbus |                                     |
| 1987 | Joey DeMaio | Eric Adams | Ross the Boss | Scott Columbus | Fighting the World                  |
| 1988 | Joey DeMaio | Eric Adams | Ross the Boss | Scott Columbus | Kings of Metal                      |
| 1989 | Joey DeMaio | Eric Adams | David Shankle | Scott Columbus |                                     |
| 1990 | Joey DeMaio | Eric Adams | David Shankle | Scott Columbus |                                     |
| 1991 | Joey DeMaio | Eric Adams | David Shankle | Scott Columbus |                                     |
| 1992 | Joey DeMaio | Eric Adams | David Shankle | Rhino          | The Triumph of Steel                |
| 1993 | Joey DeMaio | Eric Adams | David Shankle | Rhino          |                                     |
| 1994 | Joey DeMaio | Eric Adams | Karl Logan    | Rhino          | The Hell of Steel (best of)         |
| 1995 | Joey DeMaio | Eric Adams | Karl Logan    | Scott Columbus |                                     |
| 1996 | Joey DeMaio | Eric Adams | Karl Logan    | Scott Columbus | Louder Than Hell                    |
| 1997 | Joey DeMaio | Eric Adams | Karl Logan    | Scott Columbus | Hell on Wheels (live)               |
| 1998 | Joey DeMaio | Eric Adams | Karl Logan    | Scott Columbus |                                     |
| 1999 | Joey DeMaio | Eric Adams | Karl Logan    | Scott Columbus | Hell on Stage (live)                |
| 2000 | Joey DeMaio | Eric Adams | Karl Logan    | Scott Columbus |                                     |
| 2001 | Joey DeMaio | Eric Adams | Karl Logan    | Scott Columbus |                                     |
| 2002 | Joey DeMaio | Eric Adams | Karl Logan    | Scott Columbus | Warriors of the World               |
| 2003 | Joey DeMaio | Eric Adams | Karl Logan    | Scott Columbus |                                     |
| 2004 | Joey DeMaio | Eric Adams | Karl Logan    | Scott Columbus |                                     |
| 2005 | Joey DeMaio | Eric Adams | Karl Logan    | Scott Columbus |                                     |
| 2006 | Joey DeMaio | Eric Adams | Karl Logan    | Scott Columbus |                                     |
| 2007 | Joey DeMaio | Eric Adams | Karl Logan    | Scott Columbus | Gods of War & Gods of War Live      |
| 2008 | Joey DeMaio | Eric Adams | Karl Logan    | Scott Columbus |                                     |
| 2009 | Joey DeMaio | Eric Adams | Karl Logan    | Scott Columbus |                                     |
| 2010 | Joey DeMaio | Eric Adams | Karl Logan    | Scott Columbus |                                     |
| 2011 | Joey DeMaio | Eric Adams | Karl Logan    | Donny Hamzik   |                                     |
| 2012 | Joey DeMaio | Eric Adams | Karl Logan    | Donny Hamzik   | The Lord of Steel                   |
| 2013 | Joey DeMaio | Eric Adams | Karl Logan    | Donny Hamzik   |                                     |
| 2014 | Joey DeMaio | Eric Adams | Karl Logan    | Donny Hamzik   |                                     |
| 2015 | Joey DeMaio | Eric Adams | Karl Logan    | Donny Hamzik   |                                     |
| 2016 | Joey DeMaio | Eric Adams | Karl Logan    | Donny Hamzik   |                                     |
| 2017 | Joey DeMaio | Eric Adams | Karl Logan    | Donny Hamzik   |                                     |
| 2018 | Joey DeMaio | Eric Adams | Karl Logan    | Donny Hamzik   |                                     |
| 2019 | Joey DeMaio | Eric Adams | Karl Logan    | Donny Hamzik   |                                     |

## Discografie

### Albums
- 1982 - Battle Hymns
- 1983 - Into Glory Ride
- 1984 - Hail to England
- 1984 - Sign of the Hammer
- 1987 - Fighting the World
- 1988 - Kings of Metal
- 1992 - The Triumph of Steel
- 1996 - Louder Than Hell
- 2002 - Warriors of the World
- 2007 - Gods of War
- 2012 - The Lord of Steel

### Singles & ep's
- 1983 - Defender
- 1984 - All Men Play on Ten
- 1987 - Blow Your Speakers
- 1988 - Herz aus Stahl
- 1992 - Metal Warriors
- 1994 - Defender
- 1996 - Courage
- 1996 - Courage (Live)
- 1996 - Return of the Warlord
- 1996 - Number One
- 1999 - Live in Spain (ep)
- 1999 - Live in Germany (ep)
- 1999 - Live in Portugal (ep)
- 1999 - Live in France (ep)
- 2002 - Warriors of the World United (Part I)
- 2002 - Warriors of the World United (Part II)
- 2002 - An American Trilogy
- 2002 - The Dawn of Battle
- 2005 - King of Kings
- 2006 - Sons of Odin
- 2007 - Silent Night/Stille nacht (Enkel via de officiële website te downloaden)
- 2008 - Die With Honor
- 2009 - Thunder In The Sky (Deluxe editie met extra cd (Father in de 15 andere talen))

### Compilaties
- 1994 - The Hell Of Steel (Best Of)
- 1997 - Anthology (Best Of)
- 1998 - The Kingdom Of Steel (Best Of)
- 1998 - The Kingdom Of Steel (Best Of)

### Boxsets
- 1993 - Secrets Of Steel (Boxset (1VHS + 2 cd's))

### Live
- 1997 - Hell On Wheels
- 1999 - Hell On Stage
- 2007 - Gods of War - Live

### Remasters
- 2000 - Battle Hymns (Silver Edition (jewelcase)) → beperkte oplage
- 2000 - Battle Hymns (Classic Rock Series)
- 2001 - Into Glory Ride (Silver Edition (digi-pack))
- 2001 - Hail to England (Silver Edition (digi-pack))
- 2011 - Battle Hymns 2011 - Born to Live Forevermore

### Video/dvd's
- 2001 - Hell on Earth Part I (dvd)
- 2002 - Warriors of the World united (dvd + cd single)
- 2002 - Fire & Blood (Hell on Earth Part II + Blood in Brazil) (2 dvd's)
- 2003 - Hell on Earth Part III (2 dvd's)
- 2005 - Hell on Earth Part IV (2 dvd's + cd single)
- 2006 - The Absolute Power - The Day The Earth Shook (2 dvd's)
- 2006 - The Day The Earth Shook - Live At Earthshaker Fest (2 dvd's)
- 2007 - Magic Circle Festival (2 dvd's)
- 2008 - Magic Circle Festival II (2 dvd's)
- 2009 - Hell on Earth Part V (2 dvd's)

### Bootlegs
- De groep is sterk tegen het uitbrengen van bootlegs (in dit geval, het illegaal uitbrengen van muzikaal materiaal waar rechten op staan).

De grootste reden is dat Manowar alleen het beste wil geven aan hun fans en dat er heel wat in omloop zijn van slechte kwaliteit. Dit gaat van namaak van het origineel werk tot liveoptredens die werden opgenomen door amateurs. Onder deze laatste categorie bevinden zich de slechtste die zelfs op zilveren cd's worden gedrukt en soms zelfs digi-packs gebruiken als hoes.

## The Final Battle Tour
Met deze tour kondigden ze het einde van hun carrière aan. Aanvankelijk was 2018 hun laatste jaar maar wegens het groot succes van deze laatste tour kwamen er vooral voor Duitsland extra optredens.